# Église Saint-Germain de Sivry
L’église Saint-Germain est un édifice religieux catholique situé à Sivry-Courtry, en France.

## Situation et accès
L’édifice est situé entre les rues du Calvaire et de la Mairie, vers le sud-ouest du village de Sivry-Courtry. Plus largement, il se trouve dans le département de Seine-et-Marne, en région Île-de-France.